# Jamal Musiala
Jamal Musiala, né le 26 février 2003  à Stuttgart en Allemagne, est un footballeur international allemand qui évolue au poste de milieu offensif ou d'ailier gauche au Bayern Munich.

## Biographie
Né à Stuttgart, d'une mère allemande et d'un père britannique d'origine nigériane, il grandit ensuite à Fulda en Allemagne,,,,.
Alors que Jamal n'a que 7 ans, lui et sa famille déménagent à Southampton en Angleterre en raison des études de sa mère,. Alors qu'il parle à peine allemand, il choisit de rentrer en Allemagne à 16 ans, notamment à la suite des complications qui s'annoncent avec le Brexit.

### Carrière en club

#### Formation
Après avoir découvert le football au TSV Lehnerz, Musiala réalise initialement un essai concluant à Southampton, mais se voit rapidement ravi par Chelsea, où il fait la majeure partie de sa formation. Il rejoint toutefois par la suite — sans avoir signé de contrat professionnel à Londres — le Bayern Munich, le 4 juillet 2019.
Gravissant les échelons des équipes de jeunes bavaroises, il s'impose dans l'équipe réserve dès la reprise qui suit la pandémie de Covid-19, devenant même à l'occasion d'un doublé contre le FSV Zwickau, le deuxième plus jeune buteur de la 3. Liga, devancé seulement par son coéquipier David Alaba,.
Le 13 juin 2020, il figure pour la première fois sur le banc de l'équipe senior lors du match contre le Borussia Mönchengladbach, potentiellement déterminant dans la course au titre.

#### Débuts au Bayern Munich (2020-2022)
Le 20 juin 2020, alors que le Bayern vient de gagner son huitième titre national d'affilée, il fait ses débuts en Bundesliga, entrant en jeu contre le SC Fribourg, devenant ainsi à 17 ans et 115 jours, le plus jeune joueur de l'histoire du club au plus haut niveau national,. Il remporte la Ligue des champions à la fin de saison sans jouer la moindre minute.
Le 18 septembre 2020, le Bayern commence sa saison face à Schalke 04. Musiala inscrit le premier but de sa carrière professionnelle à la 81e minute en inscrivant le dernier but du match, gagné 8-0. Au cours du début de saison qui suit il s'impose dans la rotation du club bavarois et devient parmi les grands espoirs du championnat allemand.
Pendant la saison 2020/2021, Musiala voit son temps de jeu s'améliorer et trouve à sept reprises le chemin des filets. Le 3 novembre, le jeune joueur fait ses débuts en Ligue des champions en remplaçant Thomas Müller lors d'une victoire face à Salzburg (6-2). Le 23 février 2021, Musiala marque son premier but en Ligue des champions lors d'un huitième de finale face à la Lazio. Il devient dans l'histoire de cette compétition le plus jeune buteur anglais et le plus jeune buteur du Bayern Munich. Début mars 2021, Musiala, tout juste majeur, signe son premier contrat professionnel au Bayern jusqu'en 2026.
Lors de la saison 2021/2022 Julian Nagelsmann devient l'entraîneur du club, et Musiala prend du temps de jeu et dispute 40 matchs toute compétitions confondus, le club reste sur un échec en Ligue des champions, sortant en quart de finale face à Villarreal. Il finit à la troisième place dans le prix du Golden Boy du magazine Tuttosport pour le meilleur joueur U21 en Europe.

#### Confirmation (2022-)
Lors de la saison de 2022/2023, Musiala devient titulaire et ses performances sont impressionnantes, il marque 9 buts en 14 matchs de championnat. En Ligue des champions, le Bayern se balade en gagnant ses 6 matchs de poules (dans une poule relevée avec notamment Barcelone et l'Inter Milan). Cependant, le Bayern est éliminé par Manchester City et Erling Haaland dès les quarts de finale, alors le club allemand avait éliminé le PSG au tour précèdent.
En mai 2023, lors de la 34e et dernière journée de Bundesliga, il inscrit un but décisif en fin de match face au FC Cologne (victoire 2-1), permettant au Bayern Munich de remporter pour la 33e fois le championnat d'Allemagne.
Touché par de nombreuses blessures lors de la saison 2023-2024, Musiala est moins performant lors du début de saison, et le Bayern n'est pas champion d'automne, étant dépassé par le Bayer Leverkusen. Le 16 mars 2024, Jamal Musiala, avec ses deux buts et une passe décisive, a joué un rôle essentiel dans la victoire des Bavarois contre Darmstadt (5-2), incarnant ainsi la renaissance du Bayern Munich après un début d'année difficile. Finalement, le Bayern finit troisième de Bundesliga, et est éliminé en demi-finale de la Ligue des Champions face au futur vainqueur de cette édition, le Real Madrid.
En février 2025, le Bayern Munich officialise la prolongation de quatre ans du contrat de Musiala qui est désormais lié au club bavarois jusqu'en 2030. Auteur d'une bonne saison 2024-2025, notamment sur le plan statistique, Musiala se blesse lors d'une victoire face à Augsbourg (3-1). Il ne peut aider son équipe, éliminé face à l'Inter Milan en ligue des champions. Il remporte tout de même le championnat.
Lors de la Coupe du monde des clubs 2025, il inscrit un triplé lors de son premier match opposant le Bayern Munich à l’équipe néo-zélandaise d’Auckland City en phase de groupe et permet à son équipe de s'imposer facilement 10-0. À la suite de cette victoire, l'équipe bavaroise affronte l’équipe argentine de Boca Juniors et gagne 2-1 en fin de match, Musiala est remplacé par Thomas Müller à la 82e minute de jeu. Absent lors de la défaite 1-0 face au Benfica Lisbonne, il entre en jeu en fin de match lors du huitième de finale remporté contre Flamengo. En quart de finale contre le Paris Saint-Germain qui élimine le Bayern Munich avec une défaite de 2-0, Musiala sort sur civière à la suite d'une intervention involontaire du portier italien Gianluigi Donnarumma juste avant la mi-temps. Atteint d'une « fracture du péroné suite à une luxation de la cheville gauche », Musiala doit subir une intervention chirurgicale et son absence est estimée à plusieurs mois,.

### Carrière internationale
Possédant la double nationalité, Jamal Musiala est à la fois éligible pour les sélections allemandes et anglaises. En effet, puisqu'il a passé une grande partie de son enfance et de son adolescence au Royaume-Uni, il possède la nationalité britannique en plus de la nationalité allemande. Il est ainsi l'objet des convoitises des deux fédérations nationales, la Football Association voyant notamment en lui un potentiel futur international.
De fait, il est initialement sélectionné dans les équipes de jeunes anglaises alors qu'il évolue à Chelsea. Avec les moins de 15 ans anglais, il se met en évidence en étant l'auteur d'un triplé face aux Pays-Bas, en décembre 2017. En 2018, il connaît toutefois déjà deux sélections avec les moins de 16 ans allemands.
Pour autant, cela ne l’empêche pas de continuer à être sélectionné avec les moins de 16 ans anglais — récupérant même le brassard de capitaine à l'occasion d'un match amical — puis avec les moins de 17 ans.
En novembre 2020, il est convoqué pour la première fois en équipe d'Angleterre espoirs par Aidy Boothroyd et fait ses débuts le 13 novembre 2020 contre l'équipe d'Andorre. La lutte entre les deux fédérations fait alors rage pour celui qui s'affirme alors comme un des talents les plus prometteurs du Bayern, la FA semblant prendre l'ascendant sur la DFB avec cette sélection en espoirs.
Le 24 février 2021, il affirme avoir finalement décidé de jouer pour la sélection senior allemande,. Il fait ainsi ses débuts avec la Mannschaft le 25 mars 2021, entrant en jeu au cours d'une victoire 3-0 contre l'Islande à 11 minutes de la fin lors des éliminatoires de la Coupe du monde.
Le 23 juin 2021, il fait son entrée pour la première fois dans un tournoi majeur sous les couleurs de la Mannschaft lors de l'Euro 2020, il devient à 18 ans et 117 jours le plus jeune joueur représentant l’Allemagne dans un grand tournoi.
Le 10 novembre 2022, il est sélectionné par Hansi Flick pour participer à la Coupe du monde 2022. Éliminé dès les phases de poule, il est l'un des rares joueurs allemand à avoir été à la hauteur.
Le 16 mai 2024, il fait partie d'une liste provisoire de 27 joueurs sélectionnés par Julian Nagelsmann en vue de préparer l'Euro 2024, avant de se retrouver dans la liste définitive le 7 juin. Le 14 juin, lors du match d'ouverture face à l'Écosse, il réussit son entrée dans la compétition et contribue à la victoire allemande 5-1 en inscrivant notamment le deuxième but de la Mannschaft. Il récidive cinq jours plus tard face à la Hongrie en inscrivant le premier but de la victoire allemande 2-0. En huitièmes de finale, il marque le deuxième but allemand lors de la qualification de sa sélection face au Danemark (2-0) et devient le plus jeune Allemand à avoir marqué lors d'un match à élimination directe d'un Euro. Cependant, L'Allemagne finit par perdre le match par un but de Merino dans les prolongations, lors des quarts de finale de la compétition.

## Statistiques
| Saison                | Club                  | Championnat           | Championnat | Championnat | Championnat | Coupe(s) nationale(s) | Coupe(s) nationale(s) | Coupe(s) nationale(s) | Supercoupe | Supercoupe | Supercoupe | Compétition(s) continentale(s) | Compétition(s) continentale(s) | Compétition(s) continentale(s) | Compétition(s) continentale(s) | Supercoupe UEFA | Supercoupe UEFA | Supercoupe UEFA | Coupe du monde des clubs | Coupe du monde des clubs | Coupe du monde des clubs | Allemagne | Allemagne | Allemagne | Total | Total | Total |
| Saison                | Club                  | Division              | M.          | B.          | P.d.        | M.                    | B.                    | P.d.                  | M.         | B.         | P.d.       | Comp.                          | M.                             | B.                             | P.d.                           | M.              | B.              | P.d.            | M.                       | B.                       | P.d.                     | M.        | B.        | P.d.      | M.    | B.    | P.d.  |
| 2019-2020             | Bayern Munich         | Bundesliga            | 1           | 0           | 0           | -                     | -                     | -                     | -          | -          | -          | C1                             | -                              | -                              | -                              | -               | -               | -               | -                        | -                        | -                        | -         | -         | -         | 1     | 0     | 0     |
| 2020-2021             | Bayern Munich         | Bundesliga            | 26          | 6           | 1           | 2                     | 0                     | 0                     | 1          | 0          | 0          | C1                             | 6                              | 1                              | 0                              | -               | -               | -               | 2                        | 0                        | 0                        | 5         | 0         | 0         | 42    | 7     | 1     |
| 2021-2022             | Bayern Munich         | Bundesliga            | 30          | 5           | 5           | 1                     | 2                     | 0                     | 1          | 0          | 0          | C1                             | 8                              | 1                              | 0                              | -               | -               | -               | -                        | -                        | -                        | 10        | 1         | 1         | 50    | 9     | 6     |
| 2022-2023             | Bayern Munich         | Bundesliga            | 33          | 12          | 10          | 4                     | 3                     | 0                     | 1          | 1          | 1          | C1                             | 9                              | 0                              | 2                              | -               | -               | -               | -                        | -                        | -                        | 8         | 0         | 2         | 55    | 16    | 15    |
| 2023-2024             | Bayern Munich         | Bundesliga            | 24          | 10          | 6           | 2                     | 0                     | 0                     | 1          | 0          | 0          | C1                             | 11                             | 2                              | 1                              | -               | -               | -               | -                        | -                        | -                        | 11        | 4         | 2         | 49    | 16    | 9     |
| 2024-2025             | Bayern Munich         | Bundesliga            | 25          | 12          | 2           | 3                     | 3                     | 0                     | -          | -          | -          | C1                             | 12                             | 3                              | 3                              | -               | -               | -               | 4                        | 3                        | 0                        | 6         | 3         | 3         | 50    | 24    | 8     |
| Total sur la carrière | Total sur la carrière | Total sur la carrière | 139         | 45          | 24          | 12                    | 8                     | 0                     | 4          | 1          | 1          | -                              | 46                             | 7                              | 6                              | 0               | 0               | 0               | 6                        | 3                        | 0                        | 40        | 8         | 8         | 247   | 72    | 39    |

## Palmarès
| Bayern Munich - Championnat d'Allemagne (5) - Champion : 2020, 2021, 2022, 2023 et 2025 - Supercoupe d'Allemagne (3) - Vainqueur : 2020, 2021 et 2022 - Finaliste : 2023 - Ligue des champions (1) - Vainqueur : 2020 - Supercoupe de l'UEFA (1) - Vainqueur : 2020 - Coupe du monde des clubs de la FIFA (1) - Vainqueur : 2020 - 3.Liga (Avec Bayern II) (1) - Vainqueur : 2020 |

## Distinctions personnelles
- Nommé au Ballon d’or en 2023.
- Membre de l'équipe type de l'Euro 2024[35].
- Co-Meilleur buteur de l'Euro 2024
- Membre de l'équipe-type de la Bundesliga 2022-2023 et de la Bundesliga 2023-2024